# 泰哈尔巨石

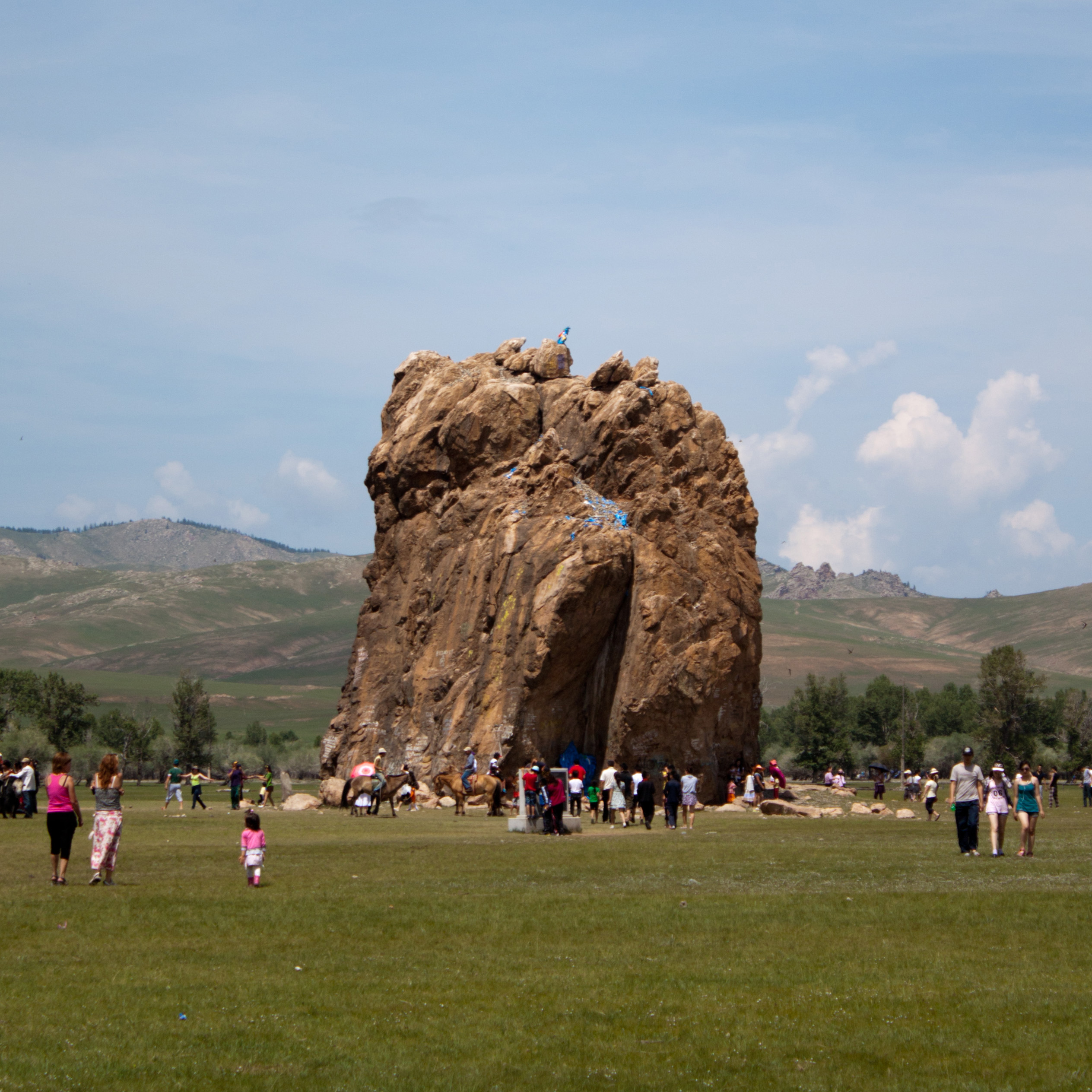

泰哈尔巨石（蒙古語：Тайхар чулуу），是位於蒙古国后杭爱省伊赫塔米尔苏木北塔米尔南岸的一塊大型个花岗岩。石上具有不少七至九世纪的文字和其它历史遗产。关于此石头有许多传说和科学解释。巨石原本是對面山地的一部分，經過數百萬年的河流改道、河水切割與沖刷，逐漸形成孤山；再經過河水侵蝕與河床擴大，變成今日所見草原上的一塊巨石。
伊赫（蒙古語：Их ）是“大”的意思。